# 園田チャレンジカップ
園田チャレンジカップ（そのだチャレンジカップ）は、兵庫県競馬組合が施行する地方競馬の重賞競走である。

## 概要
中央競馬・マイルチャンピオンシップのトライアル競走に出走する東海・北陸・近畿・中国地区代表馬選定のために2003年に創設された競走である。施行時期は創設時から2017年までは8月下旬から9月上旬の間に行われたが、2018年以後は9月中旬ないし下旬に施行されることもある。2005年に重賞に格上げされた。福山競馬廃止により、2013年以後は東海・北陸・近畿地区のマイルチャンピオンシップトライアル競走出走馬選定競走となっていた。2020年は兵庫所属の出走条件で行われたが、2021年からは西日本交流となっている。
競走名は創設時は姫路で行われたため「姫路チャレンジカップ」であったが、2008年以後は2012年を除き園田で施行されており、その場合競走名は「園田チャレンジカップ」となっている。
距離は1400mで創設時から変わっていない。
2014年以降はナイターで行われている。2018年は当初9月7日に施行予定であったがシステム障害のため同日の開催が中止となり、代替として同月21日に施行されることとなった。

### 条件・賞金（2024年）
出走条件
サラブレッド系3歳以上、西日本交流（他地区所属馬の出走枠は5頭）。
負担重量
定量。3歳55kg、4歳以上56kg、牝馬2kg減。
賞金額
1着700万円、2着245万円、3着140万円、4着105万円、5着70万円。

## 歴代優勝馬
| 回数   | 施行日        | 競馬場 | 優勝馬             | 性齢 | 所属 | 馬場 | タイム | 優勝騎手   | 管理調教師 | 馬主                | 1着賞金 |
| ------ | ------------- | ------ | ------------------ | ---- | ---- | ---- | ------ | ---------- | ---------- | ------------------- | ------- |
| 第1回  | 2003年9月10日 | 姫路   | ホウシュウタイム   | 牡5  | 笠松 | 稍重 | 1:29.4 | 安藤光彰   | 柴田高志   | 塩谷幹男            | 380万円 |
| 第2回  | 2004年9月1日  | 姫路   | シルクキャプテン   | 牡7  | 園田 | 重   | 1:30.3 | 木村健     | 橋本忠男   | 阿部憲三            | 350万円 |
| 第3回  | 2005年9月7日  | 姫路   | シンドバッド       | 牡5  | 園田 | 不良 | 1:29.3 | 岩田康誠   | 曾和直榮   | 前田晋二            | 300万円 |
| 第4回  | 2006年9月6日  | 姫路   | キーホーク         | 牡5  | 西脇 | 重   | 1:28.8 | 松平幸秀   | 吉行龍穂   | 北前孔一郎          | 250万円 |
| 第5回  | 2008年9月4日  | 園田   | フサイチミライ     | 牝5  | 園田 | 良   | 1:29.0 | 下原理     | 橋本忠男   | 組）馬事維新        | 200万円 |
| 第6回  | 2009年9月2日  | 園田   | ホールドマイラヴ   | 牝5  | 西脇 | 良   | 1:27.4 | 北野真弘   | 野田学     | 八木四朗            | 200万円 |
| 第7回  | 2010年9月1日  | 園田   | ホールドマイラヴ   | 牝6  | 西脇 | 良   | 1:30.8 | 北野真弘   | 野田学     | 八木四朗            | 200万円 |
| 第8回  | 2011年8月31日 | 園田   | コスモピクシー     | 牝4  | 園田 | 良   | 1:28.6 | 吉村智洋   | 橋本忠男   | （株）川根工務店    | 200万円 |
| 第9回  | 2012年8月29日 | 姫路   | トウホクビジン     | 牝6  | 笠松 | 良   | 1:28.4 | 川原正一   | 笹野博司   | （有）ホースケア    | 200万円 |
| 第10回 | 2013年8月28日 | 園田   | キューティガビー   | 牝7  | 西脇 | 稍重 | 1:28.6 | 松浦政宏   | 野田学     | 村田裕子            | 250万円 |
| 第11回 | 2014年9月5日  | 園田   | クリスタルボーイ   | 牡7  | 愛知 | 不良 | 1:26.7 | 戸部尚実   | 川西毅     | 組）Him Rock Racing | 250万円 |
| 第12回 | 2015年9月4日  | 園田   | ヒシサブリナ       | 牝4  | 西脇 | 重   | 1:28.1 | 川原正一   | 盛本信春   | 飛渡道信            | 250万円 |
| 第13回 | 2016年9月2日  | 園田   | ランドクイーン     | 牝6  | 西脇 | 良   | 1:30.1 | 吉原寛人   | 盛本信春   | 山口敦広            | 300万円 |
| 第14回 | 2017年9月1日  | 園田   | トウケイタイガー   | 牡6  | 園田 | 良   | 1:29.2 | 川原正一   | 住吉朝男   | 木村信彦            | 350万円 |
| 第15回 | 2018年9月21日 | 園田   | センペンバンカ     | 牡5  | 西脇 | 不良 | 1:27.3 | 鴨宮祥行   | 有馬澄男   | 市川智              | 350万円 |
| 第16回 | 2019年9月6日  | 園田   | エイシンエンジョイ | 牡4  | 西脇 | 稍重 | 1:28.6 | 下原理     | 橋本忠明   | 平井克彦            | 500万円 |
| 第17回 | 2020年9月11日 | 園田   | ナリタミニスター   | 牡5  | 西脇 | 稍重 | 1:28.1 | 吉村智洋   | 坂本和也   | （株）オースミ      | 500万円 |
| 第18回 | 2021年9月24日 | 園田   | コウエイアンカ     | 騸6  | 園田 | 良   | 1:29.1 | 大山真吾   | 保利良平   | 伊東政清            | 500万円 |
| 第19回 | 2022年9月23日 | 園田   | ダノンジャスティス | 騸6  | 高知 | 重   | 1:27.2 | 上田将司   | 別府真司   | 組）志士十二組合    | 500万円 |
| 第20回 | 2023年9月15日 | 園田   | イグナイター       | 牡5  | 園田 | 良   | 1:28.2 | 田中学     | 新子雅司   | 野田善己            | 700万円 |
| 第21回 | 2024年9月20日 | 園田   | イモータルスモーク | 牡7  | 高知 | 良   | 1:28.6 | 大山龍太郎 | 田中守     | 稲場澄              | 700万円 |

### 各回競走結果の出典
- 園田チャレンジカップ 歴代優勝馬 - 地方競馬全国協会
- JBISサーチ
  - 2003年，2004年，2005年，2006年，2008年，2009年，2010年，2011年，2012年，2013年，2014年，2015年，2016年，2017年，2018年，2019年，2020年，2021年，2022年，2023年，2024年